# Leski (rejon miadzielski)
Leski – dawna wieś. Tereny, na których była położona, leżą obecnie na Białorusi, w obwodzie mińskim, w rejonie miadzielskim, w sielsowiecie Miadzioł.
Inna używana nazwa – Leśki.

## Historia
W czasach zaborów wieś włościańska w gminie Kobylnik, w powiecie święciańskim, w guberni wileńskiej Imperium Rosyjskiego. W 1866 roku liczyła 25 mieszkańców w 5 domach. W 1905 roku liczyła 37 mieszkańców, 34 dziesięciny.
Po I wojnie światowej pod administracją polską, w Zarządzie Cywilnym Ziem Wschodnich. W latach 1920–1922 w składzie Litwy Środkowej.
Od 11 kwietnia 1922 wieś leżała w Polsce, w województwie wileńskim, w powiecie święciańskim, od 1926 roku w powiecie postawskim, w gminie Kobylnik.
W 1931 w 7 domach zamieszkiwały 34 osoby.
W 1938 roku miejscowość należała do gromady Stawiszowo gminy Kobylnik.